# Coccomyces urceolus
Coccomyces urceolus är en svampart som beskrevs av Sherwood 1980. Coccomyces urceolus ingår i släktet Coccomyces och familjen Rhytismataceae.   Inga underarter finns listade i Catalogue of Life.